# Hartmut Kreß
Hartmut Kreß (* 1954 in Hohenlimburg) ist ein deutscher evangelischer Theologe und Ethiker.

## Leben
Nach der Habilitation 1989 war er im Jahr 1990 Gastdozent für Philosophie in der Universität Rostock. Von 1993 bis 2000 war er Professor für Systematische Theologie mit Schwerpunkt Ethik in der Theologischen Fakultät Kiel, wo er Gründer und bis 2000 Sprecher des interdisziplinären Zentrums für Ethik der Universität Kiel war. Seit 2000 lehrt er als Professor für Systematische Theologie, insbesondere Ethik, in der Evangelisch-Theologischen Fakultät der Universität Bonn, Abt. Sozialethik. Aufgrund seiner Emeritierung ist er ab Wintersemester 2019/2020 in der Universität Bonn von der regelmäßigen Lehrverpflichtung entbunden. Abgesehen von anderen Lehraufträgen, z. B. in der Medizinischen Fakultät der Universität Bonn, nimmt er seit 2018 einen Lehrauftrag an der Juristischen Fakultät der Universität Düsseldorf wahr.

## Forschungsgebiete
Kreß behandelt in seinen Publikationen die neuzeitliche Ethikgeschichte sowie Grundlagenfragen der Ethik, unter anderem Theorien der Verantwortungsethik. In der angewandten Ethik befasst er sich mit Medizin- und Bioethik, Rechtsethik und politischer Ethik, Religions- und Weltanschauungsrecht und Themen des Arbeitsrechts, insbesondere dem kirchlichen Arbeitsrecht. In seinen Schriften zur Medizinethik und zum Gesundheitswesen sowie zum Religions- und Weltanschauungsrecht tritt er für liberale rechtspolitische Reformen ein, die sich an den individuellen Grundrechten orientieren.

## Tätigkeiten
- Seit 2024: Beirat im Institut für Weltanschauungsrecht (ifw)
- Seit 2023: Kooperationspartner des Institute for Medical Humanities am Universitätsklinikum Bonn
- Seit 2023: Bioethik-Kommission des Landes Rheinland-Pfalz im Ministerium der Justiz (auch bereits 2003–2011 und 2017–2021)
- Seit 2022: Beirat des Bertha von Suttner-Studienwerks
- Seit 2020: kooptiertes Mitglied der Bundesarbeitsgemeinschaft Säkulare Grüne von Bündnis 90/Die Grünen
- 2021 bis 2024: Beirat des Projekts ELSA – Erfahrungen und Lebenslagen ungewollt Schwangerer (Hochschule Fulda / Bundesministerium für Gesundheit)
- 2002 bis 2023: Zentrale Ethikkommission für Stammzellenforschung der Bundesregierung[1]

## Schriften (Auswahl)
- Medizinische Ethik. Kulturelle Grundlagen und ethische Wertkonflikte heutiger Medizin. Kohlhammer, Stuttgart 2003, ISBN 3-17-017176-3.
  - 3., erweiterte und aktualisierte Aufl. unter dem Titel Medizinische Ethik. Gesundheitsschutz – Selbstbestimmungsrechte – Rechtspolitik. W. Kohlhammer Verlag, Stuttgart 2024, ISBN 978-3-17-039987-7.
- Art. Verantwortungsethik/Gesinnungsethik. In: Hans Jörg Sandkühler (Hg.): Enzyklopädie Philosophie, 2. Aufl. in drei Bänden. Felix Meiner Verlag, Hamburg 2010, Bd. 3: Q – Z, S. 2863–2867.
- Ethik der Rechtsordnung. Staat, Grundrechte und Religionen im Licht der Rechtsethik. W. Kohlhammer Verlag, Stuttgart 2012.
- Die Sonderstellung der Kirchen im Arbeitsrecht – sozialethisch vertretbar? Ein deutscher Sonderweg im Konflikt mit Grundrechten (= Schriften der Hans-Böckler-Stiftung. Bd. 77). Nomos Verlag. Baden-Baden 2014.
- Normative Basis von Patientenverfügungen. In: Arnd T. May, Hartmut Kreß, Torsten Verrel, Till Wagner (Hg.): Patientenverfügungen. Handbuch für Berater, Ärzte und Betreuer. Springer Verlag, Berlin und Heidelberg 2016, S. 5–18.
- Der Schuldbegriff zwischen Moralität und Legalität. Heutiger Klärungsbedarf in der Rechtsordnung und im Strafrecht. In: Thomas Fischer, Elisa Hoven (Hg.): Schuld (= Baden-Badener Strafrechtsgespräche. Bd. 3). Nomos Verlag, Baden-Baden 2017, S. 75–86.
- Staat und Person. Politische Ethik im Umbruch des modernen Staates. W. Kohlhammer Verlag, Stuttgart 2018.
- Suizid und Suizidbeihilfe in existenzieller, religiöser und kultureller Hinsicht. In: Ferdinand von Schirach: Gott. Luchterhand, München 2020, S. 123–130.
- Religionsunterricht oder Ethikunterricht? Entstehung des Religionsunterrichts – Rechtsentwicklung und heutige Rechtslage – politischer Entscheidungsbedarf (= Schriften zum Weltanschauungsrecht, Bd. 3). Nomos Verlag, Baden-Baden 2022, ISBN 978-3-7489-3211-6 (open access).
- Leihmutterschaft: Normative Eckpunkte für rechtliche Klärungen. In: Medizinrecht, Jg. 40 (2022), S. 881–886 (open access).
- Reform der Rechtsnormen zum Schwangerschaftsabbruch: Eckpunkte und Anschlussfragen. In: Medizinrecht, Jg. 41 (2023), S. 699–704 (online).
- Kirchlich getragene Einrichtungen des Gesundheits- und Sozialwesens: Neue Vorlagefrage an den Europäischen Gerichtshof. In: Medizinrecht, Jg. 42 (2024), S. 580–585 (online).